# My Plastic Menagerie
|  | Denne artikel er oprettet af botten Steenthbot ud fra en ekstern database. Den kan derfor have sproglige fejl eller mangler. Denne skabelon kan fjernes efter kontrol af indholdet. |

My Plastic Menagerie er en dansk børnefilm fra 2016 instrueret af Touraj Khosravi.

## Handling
Gudernes Rige er befolket af dukker. Der er mænd og der er kvinder, og der er stramme regler for hvordan de må danne par. Tortur og straf rammer dem der ikke følger reglerne, men alligevel er der lyserøde dukker imellem mændene, som foretrækker at være sammen med andre mænd. At undslippe Guds vrede blik kræver både visdom og mod, og de lyserøde dukker må kæmpe sammen, hvis de skal opnå et liv med kærlighed og fred.